# Yuriko Koike
Yuriko Koike (小池 百合子, Koike Yuriko), née le 15 juillet 1952 à Ashiya, est une femme politique japonaise, proche de la droite conservatrice. Elle est gouverneure de la préfecture de Tokyo depuis 2016.
Yuriko Koike est membre successivement de plusieurs formations de droite conservatrice, dont le Parti libéral-démocrate (PLD), de 2002 à 2016 et le Parti de l'espoir, qu'elle a cofondé, entre 2017 et 2018.
Elle est ministre de l'Environnement de 2003 à 2006 dans le gouvernement Koizumi II, puis de la Défense dans le gouvernement Abe I du 4 juillet au 27 août 2007. Le 31 juillet 2016, elle est la première femme élue gouverneur de Tokyo. Elle est réélue au même poste en 2020 puis en 2024.
Yuriko Koike est membre du Nippon Kaigi, un lobby nationaliste et révisionniste, qui rassemble la plupart des ministres du Parti libéral-démocrate (PLD).

## Enfance et études
Née et élevée à Ashiya (Hyōgo), une banlieue aisée à l'est de Kōbe, Koike fréquente le collège puis le lycée pour filles Kōnan, dans l'arrondissement de Higashinada à Kōbe.
Son père, Yūjirō Koike, est un marchand d'export spécialisé en produits pétroliers. Il est également engagé en politique, et soutient Shintarō Ishihara et le Tatenokai au cours des années 1960 ; il participe sans succès aux élections législatives du 27 décembre 1969 sous les couleurs du Parti libéral-démocrate (PLD), grand parti conservateur au pouvoir depuis sa création en 1955, dans l'ancien 2e district de la préfecture de Hyōgo, soit les banlieues insérées entre Kōbe et la préfecture d'Ōsaka, ainsi que l'île d'Awaji. De sa carrière, il enseigne à sa fille quelques principes politiques, notamment l'impératif pour le Japon de renforcer ses liens avec les pays arabes, afin d'assurer un approvisionnement stable en hydrocarbures, de peur que le Japon, faute de ressources propres, n'ait à nouveau à se lancer dans une guerre en quête de pétrole. Les paroles de son père encouragèrent Yuriko à se rendre en Égypte pour apprendre l'arabe.
Après avoir étudié la sociologie à l'université Kwansei Gakuin de Nishinomiya d'avril à septembre 1971 et à l'université américaine du Caire en 1972, Koike obtient un Bachelor of Arts en sociologie à l'université du Caire, en octobre 1976. Elle épouse un étudiant japonais en Égypte, alors qu'elle est âgée de 21 ans, mais divorce rapidement.

## Carrière dans les médias
De retour au Japon en 1977, elle travaille d'abord comme interprète pour l'arabe, et est secrétaire générale de l'Association arabe du Japon (日本アラブ協会, Nippon Arabu kyōkai) à Tokyo. Mais elle se fait surtout remarquer en 1978 pour avoir mené l'interview télévisée pour la chaîne Nippon Television (NTV) du président de l'Organisation de libération de la Palestine (OLP) Yasser Arafat et du dirigeant libyen Mouammar Kadhafi, dans le cadre d'une émission spéciale. Elle entame alors une carrière de 13 ans à la télévision.
Elle est d'abord présentatrice assistante aux côtés de Kenichi Takemura pour son émission matinale de débat politique et d'actualité, « Les histoires du monde de Kenichi Takemura » (竹村健一の世相講談, Takemura Kenichi no Sesō Kōdan), sur la NTV de 1979 à 1985.
Koike est ensuite la première présentatrice principale du World Business Satellite (ワールドビジネスサテライト, Wārudo Bijinesu Sateraito), ou « WBS », de TV Tokyo (TX), programme d'informations nationales centré sur l'économie diffusé en fin de soirée, entre le 4 avril 1988 (première édition de l'émission) et juin 1992.

## Carrière en politique

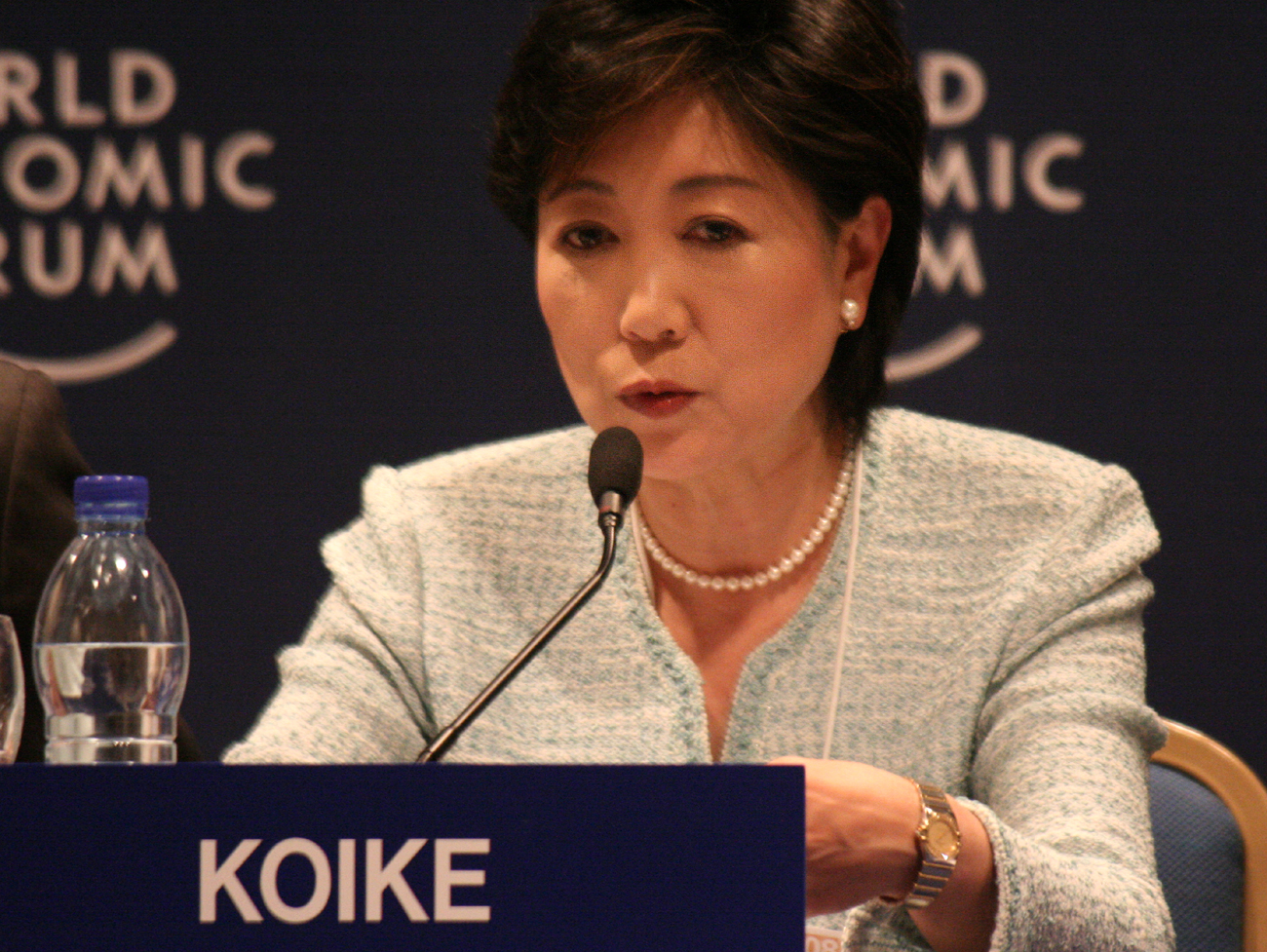
Yuriko Koike lors du Forum économique mondial 2008 sur le Moyen-Orient à Charm el-Cheikh en Égypte, le 18 mai 2008.

### Les débuts au NPJ et dans la coalition anti-PLD
Yuriko Koike rejoint le Nouveau parti du Japon (NPJ), parti réformiste et libéral fondé en mai 1992 par l'ancien gouverneur de la préfecture de Kumamoto Morihiro Hosokawa (de 1983 à 1991) et réunissant essentiellement de jeunes figures issues des assemblées locales, de l'Institut Matsushita de politique et de management ou de la société civile, dont quelques tarento (Yuriko Koike mais aussi l'analyste économique et autre animateur de télévision Banri Kaieda). Ce parti milite essentiellement pour une modification des pratiques politiques (et notamment pour plus de transparence dans le processus de décision, la lutte contre la corruption, le rajeunissement des cadres dirigeants et une meilleure représentation des femmes) sur le modèle du parlementarisme anglo-saxon et pour des réformes structurelles libérales allant dans le sens d'une réduction du poids de l'administration d'État, de la décentralisation et de la dérégulation. Yuriko Koike est la présidente du Comité de recherche politique du parti (ce qui en fait la numéro quatre, après le président Hosokawa, le vice-président Kunitarō Takeda et le secrétaire général Satoshi Arai, elle est chargée de l'élaboration du programme) de janvier à juin 1993, puis est vice-présidente du mouvement, partageant ce titre avec Satsuki Eda, de juin à décembre 1994.
Koike entre pour la première fois à la Diète sous cette étiquette en étant l'une des quatre élus du nouveau parti à la Chambre des conseillers, la chambre haute du parlement japonais, le 26 juillet 1992. Elle était la deuxième candidate sur la liste du NPJ emmenée par Morihiro Hosokawa dans la circonscription proportionnelle nationale, qui obtient 3 617 235 voix, 8,05 % des suffrages exprimés et quatre sièges.
Elle passe ensuite à la Chambre des représentants à la suite des élections législatives du 18 juillet 1993. Elle est élue avec le deuxième meilleur score pour cinq sièges à pourvoir au vote unique non transférable dans l'ancien 2e district de sa préfecture natale, où son père avait tenté, sans succès, d'obtenir un siège en 1969. Elle totalise 136 000 voix et 15,1 %, arrivant derrière la sortante Takako Doi, ancienne présidente du Parti socialiste japonais (PSJ) et de ce fait chef de l'opposition de 1986 à 1991. Elle fait donc partie de la « coalition anti-PLD, anti-communiste » qui provoque la première alternance politique depuis 1955 et porte Morihiro Hosokawa au poste de Premier ministre d'août 1993 à avril 1994. Yuriko Koike est d'ailleurs membre de son gouvernement sans faire partie toutefois du Cabinet, en tant que vice-ministre parlementaire (équivalent de sous-secrétaire d'État) auprès du ministre d'État et directeur général de l'Agence de Gestion et de Coordination Kōshirō Ishida (membre du parti centriste et d'inspiration bouddhiste Kōmeitō). Elle est également honorée dans la première promotion des « Global Leaders of Tomorrow » (GLT) désignés par le Forum économique mondial en 1993.

### Aux côtés d'Ichirō Ozawa
Cette alliance très hétérogène éclate toutefois en juin 1994 au profit d'une Grande coalition unissant le PLD au PSJ et à la petite formation centriste et progressiste du Nouveau parti pionnier (ou Nouveau parti Sakigake, NPS). Yuriko Koike participe alors, comme les autres membres du NPJ, à la création le 10 décembre 1994 du Parti de la nouvelle frontière (PNF ou Shinshintō), nouveau mouvement d'opposition principal à la Grande coalition sur une base réformiste libérale. Elle déclare à cette occasion : « Nous nous battons pour des marchés ouverts et la dérégulation. C'est facile à dire mais difficile à mener à bien. Quand notre tour au pouvoir viendra, nous appliquerons un programme de grande ampleur, je le promets ». Le premier président du parti, l'ancien Premier ministre libéral-démocrate Toshiki Kaifu, la nomme au poste de secrétaire générale adjointe (secondant à ce poste Ichirō Ozawa) et de directrice du bureau des affaires internationales, fonctions qu'elle conserve jusqu'en décembre 1995. Puis, lorsqu'Ichirō Ozawa est élu face à son ancien allié devenu principal rival Tsutomu Hata (dernier chef du gouvernement anti-PLD de manière éphémère en 1994) le 28 décembre 1995 pour succéder à Toshiki Kaifu à la tête du parti, il fait de Yuriko Koike (qui a fait partie de ses principaux soutiens durant la campagne) son assistante à la présidence. Elle participe également à l'organisation de la fédération du Shinshintō dans la préfecture de Hyōgo dont elle est la vice-présidente à partir de janvier 1995.
Aux élections législatives du 20 octobre 1996, les premières à appliquer la réforme électorale de 1994 (l'une des principales mesures prises par la coalition anti-PLD), Yuriko Koike est la candidate du Shinshintō au scrutin uninominal majoritaire à un tour dans le nouveau 6e district de la préfecture de Hyōgo (soit la partie nord de l'ancien 2e district). Elle y est élue de peu, avec 89 672 voix et 38,3 % des suffrages exprimés, soit seulement 8 274 votes et 3,6 points de plus que le libéral-démocrate Yoshihide Sakaue. À la suite de ce scrutin, qui voit le Shinshintō rester la principale force d'opposition avec 156 sièges sur 500 (soit quatre sièges de moins que dans l'assemblée sortante), Yuriko Koike abandonne sa position d'assistante d'Ichirō Ozawa pour prendre à la place la présidence du comité des campagnes électorales du parti. Elle devient également la présidente de la commission des Sciences et des Technologies de la Chambre des représentants le temps d'une session de septembre 1997 à janvier 1998.

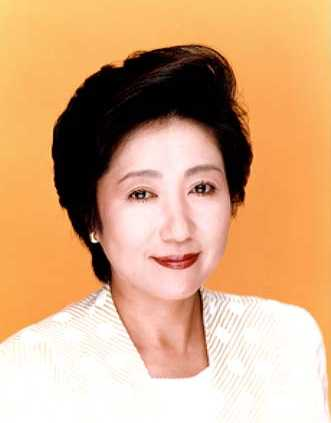
Yuriko Koike en octobre 1999.

Le Shinshintō se dissout le 27 décembre 1997 et s'éclate en plusieurs petits mouvements (dont plusieurs vont rejoindre le Parti démocrate du Japon, ou PDJ, qui avait été créé par des dissidents de la Grande coalition qui souhaitaient incarner une « troisième voie » sur le modèle du New Labour britannique de Tony Blair ou des New democrats américains de Bill Clinton), essentiellement en raison de la personnalité contestée d'Ichirō Ozawa. Yuriko Koike, avec les autres parlementaires qui sont restés fidèles à ce dernier, participe alors à la création, le 1er janvier 1998, du Parti libéral. Elle en devient la présidente déléguée du comité des relations publiques jusqu'au 17 janvier 1999 puis, après l'entrée du parti dans une nouvelle coalition gouvernementale avec le PLD de Keizō Obuchi (la Grande coalition ayant éclaté en 1998), tout en restant membre de ce comité, elle devient aussi une des secrétaires exécutives (à savoir membre du bureau politique) jusqu'en octobre 1999. Elle retrouve ensuite de nouveau une fonction mineure dans le gouvernement, toujours sans être au Cabinet, à l'occasion d'un remaniement ministériel le 5 octobre 1999 opéré pour permettre l'entrée d'un nouveau partenaire de coalition, le Nouveau Kōmeitō. Elle devient ainsi vice-ministre parlementaire auprès du ministre d'État et directeur général de l'Agence de planification économique Taichi Sakaiya, tout particulièrement chargée à partir du 1er janvier 2000 du « Nouveau millénaire ». Après l'hospitalisation de Keizō Obuchi (qui aboutit finalement à son décès) et son remplacement par Yoshirō Mori, Koike est reconduite au même poste dans le premier gouvernement de ce dernier jusqu'au 25 juin 2001. C'est à cette époque que, avec d'autres élus libéraux, elle rompt avec Ichirō Ozawa.

### Du parti conservateur au PLD
En effet, à l'approche des élections législatives prévues en 2000 (et finalement organisées le 25 juin 2000), Ichirō Ozawa souhaite retourner dans l'opposition, du fait de l'échec des négociations avec le PLD pour arriver à un accord électoral qui lui convienne et de l'arrivée à la tête du gouvernement de Yoshirō Mori avec lequel il s'entend moins bien. Cependant, Yuriko Koike, comme les autres membres libéraux du gouvernement et une moitié des parlementaires (21 députés sur 40 et 6 conseillers sur 12) souhaitent au contraire rester dans la majorité : ils créent le 3 avril 2000 le Parti conservateur (PC ou Hoshutō), et Koike en devient la présidente du comité des relations publiques.
Yuriko Koike est donc réélue sous cette nouvelle étiquette, et avec le soutien du PLD, dans le 6e district de Hyōgo. Elle obtient un plus faible score qu'en 1996, mais se maintient en tête grâce notamment à la division de l'opposition non-communiste à travers trois candidatures (le trentenaire démocrate Kōichirō Ichimura, la quinquagénaire sociale-démocrate Tomoko Nakagawa et une autre candidate de la petite Ligue libérale). Elle gagne en effet 84 647 voix (plus de 5 000 de moins que quatre ans auparavant) et 33,8 % des suffrages (4,5 points de moins), avec 10 716 votes et 4,3 points de plus qu'Ichimura. Après le vote, duquel le Parti conservateur est ressorti avec seulement 7 députés sur 480 (alors que le Parti libéral en a obtenu 22), Yuriko Koike voit ses fonctions renforcées au sein de l'exécutif du mouvement : comme elle l'avait déjà fait pour le Shinshintō, elle en dirige le bureau des affaires internationales jusqu'en janvier 2001, tout en conservant également la présidence du comité des relations publiques et en devenant la vice-présidente du comité de recherche politique (où elle seconde Ki'ichi Inōe) jusqu'en décembre 2002.
Mais, toujours partisane d'une profonde transformation de l'administration d'État, de la décentralisation et d'une forte dérégulation de l'économie, elle devient l'un des principaux soutiens du Premier ministre Jun'ichirō Koizumi, qui a succédé à Yoshirō Mori à la tête du PLD et du gouvernement en avril 2001, et des réformes qu'il mène tant dans l'organisation interne de son parti que dans la politique du pays. Puis, lorsque, en décembre 2002, le secrétaire général du Parti conservateur Toshihiro Nikai prévoit d'accueillir des dissidents de l'aile droite du PDJ et de transformer le mouvement en un « Nouveau Parti conservateur », Yuriko Koike refuse cette fusion. Avec le président sortant du parti Takeshi Noda et un membre de la Chambre des conseillers, Shigeaki Tsukihara, elle fonde d'abord un « Club conservateur » (保守クラブ, Hoshu kurabu). Finalement, elle rejoint le PLD le 27 décembre 2002.

### Fidèle de Koizumi puis d'Abe
Une fois arrivée au PLD, elle adhère en son sein à la faction que dirigeait Jun'ichirō Koizumi avant de devenir Premier ministre, le Conseil pour la nouvelle politique (清和政策研究会, Seiwa Seisaku Kenkyūkai), ou Seiwakai (清和会), présidé à l'époque par Yoshirō Mori. Sous cette nouvelle étiquette, elle ne brigue pas de nouveau mandat au vote majoritaire dans sa circonscription lors des élections législatives du 9 novembre 2003, y laissant sa place à son ancien rival de 1996 Yoshihide Sakaue (alors battu par le démocrate Kōichirō Ichimura). Selon la stratégie dite de la « méthode du Costa Rica » (コスタリカ方式, Kosuta Rika hōshiki), développées par le PLD depuis 2000 pour éviter les candidatures concurrentes entre des membres du parti ayant une implantation locale dans le même district, elle est candidate uniquement à la proportionnelle. En 3e position sur la liste libérale-démocrate dans le bloc de Kinki, qui obtient 2 833 181 voix, 34,42 % des suffrages exprimés et 9 sièges sur 29 à pourvoir (le deuxième score, après les 41,62 % et 11 élus du PDJ), elle est donc réélue.

#### Ministre de l'Environnement, d'Okinawa et des Territoires du Nord

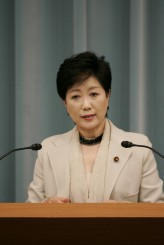
La ministre de l'Environnement Yuriko Koike en 2005.

Jun'ichirō Koizumi, réélu pour un mandat de trois ans à la tête du PLD, la nomme ministre de l'Environnement lors du remaniement de son premier gouvernement le 22 septembre 2003. Elle le reste dans les deuxième et troisième Cabinets de Koizumi jusqu'à son départ annoncé du pouvoir le 25 septembre 2006. À ce poste, elle s'est fait connaître pour son intense activité médiatique afin de promouvoir certains programmes gouvernementaux, mettant l'accent sur la diminution des émissions de gaz à effets de serre afin de faire respecter les engagements pris par le Japon dans le cadre du protocole de Kyoto. La plus connue de ces opérations reste celle, menée à partir de l'été 2005, du Cool Biz, ayant réussi à populariser auprès du grand public une manière décontractée de s'habiller (sans veste ni cravate) afin de réduire l'air climatisé dans les bureaux. En avril 2006, elle présente les Mottainai Furoshiki qu'elle a créé, invitant les consommateurs à utiliser des « furoshiki » (un tissu enveloppant japonais traditionnel) à la place des sacs plastiques.
Elle milite également pour l'instauration d'une taxe carbone au Japon, quitte à trouver des compromis pour la rendre acceptable pour la Fédération des organisations économiques japonaises (ou Keidanren, opposée à une telle mesure), en proposant par exemple qu'elle ne touche ni les importateurs ni les opérateurs d'hydrocarbures mais uniquement les consommateurs. Le 25 octobre 2005, un nouveau plan de taxe carbone est émis par son ministère, exemptant dans un premier temps de toute perception l'essence, le mazout léger et le kérosène pour contrer le prix élevé du baril de pétrole et reportant de toute manière sa mise en place à 2007 au plus tôt (à la charge du gouvernement alors en place de prendre une décision),. La mise en place de cette taxe n'a pas été réalisée par la suite. Elle se prononce contre les biocarburants fabriqués à partir de cultures vivrières. Elle défend le régime d'échange de droits d'émission.
Elle a dû de plus gérer un scandale lié à l'amiante, à la suite des révélations faites en juin 2005 que de nombreux employés d'une usine à Amagasaki dans la préfecture de Hyōgo étaient morts de maladies causées par ce matériau et que des résidents des environs souffraient également de tels maux. D'autres cas ont par la suite été mis en lumière, poussant le gouvernement à prendre les choses en main. Le 2 août 2005, Yuriko Koike annonce la démission du chef de l'équipe de son ministère chargée d'étudier les problèmes liés à l'amiante, Haruhiko Sakurai, du fait de ses liens avec l'industrie de l'amiante (en tant qu'ancien conseiller de l'Association de l'amiante japonaise entre 1985 et 1997). Puis elle prépare et fait voter en mars 2006 une loi d'assistance aux victimes, prenant en charge les frais médicaux pour les maladies apparemment causées par l'amiante ainsi qu'une partie des sommes des funérailles pour ceux décédés.
En plus du ministère de l'Environnement, elle occupe également le poste de ministre d'État chargée des Affaires d'Okinawa et des Territoires du Nord dans les gouvernements Koizumi II et III du 22 septembre 2004 au 25 septembre 2006, une position à forte portée diplomatique. Concernant Okinawa, elle est surtout chargée de traiter avec les autorités et les populations locales pour faire accepter le déménagement de la base américaine de Futenma vers un site moins urbanisé que son ancienne localisation dans la ville de Ginowan, au « camp Schwab » dans la baie de Henoko et la commune de Nago au nord de l'île, mais aussi avec les États-Unis afin de faciliter cette acceptation et réduire le poids de la présence militaire américaine dans la préfecture. Ce projet de déplacement est critiqué pour ses implications environnementales mais plus généralement par des habitants de plus en plus hostiles à la présence de militaires américains à la suite d'un certain nombre de faits divers et d'accidents (surtout le viol en 1995 d'une enfant japonaise de 12 ans par trois militaires américains, ce qui avait fortement ému l'opinion publique, provoqué les plus importantes manifestations anti-américaines menées à Okinawa depuis celles contre le traité de sécurité en 1960 et poussé les autorités japonaises et américaines à se mettre d'accord en décembre 1996 pour enlever de la préfecture une partie des soldats dès qu'un nouveau site aurait été trouvé pour Futenma). Yuriko Koike participe alors, avec le Premier ministre Koizumi mais aussi le secrétaire général du Cabinet Shinzō Abe et ses collègues des Affaires étrangères Tarō Asō, de la Défense Fukushirō Nukaga et des Finances Sadakazu Tanigaki, à l'élaboration du plan gouvernemental de redéploiement des troupes américaines, adopté le 30 mai 2006 sur la base de la « feuille de route nippo-américaine pour la réalisation du redéploiement » adopté par les responsables de la diplomatie et de la défense des deux pays le 1er mai précédent. Ce plan prévoit notamment la construction de deux pistes d'atterrissage au « Camp Schwab », le déménagement des équipements de Futenma sur ce site et le transfert de 8 000 Marines d'Okinawa vers Guam. Par la suite, elle organise des réunions consultatives pour faire accepter ce projet aux élus locaux, rencontrant surtout l'opposition du gouverneur de la préfecture Keiichi Inamine, qui boycotte au départ ces tables rondes.
Pour ce qui est des « Territoires du Nord », nom donné par les Japonais aux Kouriles méridionales, elle est donc chargée de gérer la dispute territoriale l'opposant à la Russie pour ces quatre îles depuis 1945. Elle se rend sur Kounachir (Kunashiri en japonais) et Itouroup (Etorofu en japonais) à la tête d'une délégation de soixante-quatre japonais du 7 au 12 juillet 2005, afin de promouvoir les échanges avec les résidents russes et les autorités locales de l'archipel.

#### La «Aya Ueto» du PLD
Elle est considérée comme la principale représentante des « Assassins » (刺客, Shikyaku) ou « Femmes ninjas » (くノ一, Kunoichi) mis en avant par Koizumi lors des élections législatives de 2005 pour contrer les députés sortants ex-PLD qui se sont opposés à sa réforme de la Poste ainsi que les chefs de l'opposition. Elle est d'ailleurs surnommée, en raison de son ardeur en politique et de sa combativité, la « Aya Ueto du PLD », en référence à l'actrice devenue culte pour son rôle de kunoichi vengeresse dans le Azumi de Ryuhei Kitamura en 2003. Lors de ces élections, elle est parachutée, alors que jusqu'à présent elle était élue dans sa préfecture natale de Hyōgo, dans le 10e district de Tokyo où elle bat largement (obtenant alors 109 764 voix et 50,05 % des suffrages alors qu'elle était opposée à trois autres candidats, soit le meilleur score obtenu dans cette circonscription depuis sa création en 1996) le député sortant, Kōki Kobayashi un des leaders du Nouveau Parti nippon, parti fondé avant le scrutin par des ex-PLD s'opposant à la privatisation de la Poste.

#### Conseillère à la sécurité nationale de Shinzō Abe
Comme promis lors de sa première élection en 2001, Jun'ichirō Koizumi décide de se retirer à la fin de son second mandat à la tête du PLD, et son secrétaire général du Cabinet Shinzō Abe est élu pour lui succéder le 20 septembre 2006. Devenu Premier ministre six jours plus tard, il nomme Yuriko Koike, qui l'a soutenu lors de l'élection à la présidence, comme sa conseillère spéciale chargée des questions de sécurité nationale, une nouveauté qui entre dans le cadre de la volonté affichée par Abe de renforcer le pouvoir de décision politique du chef de gouvernement tout particulièrement en matière de politique étrangère et de sécurité. Elle se présente elle-même comme l'homologue du Conseiller américain à la sécurité nationale Stephen Hadley.
Elle est de plus faite présidente déléguée de la Conférence pour le renforcement des fonctions du Kantei pour les questions de sécurité nationale. Elle est présidée par Abe tout en étant, dans les faits, coordonnée par Koike afin de faire des propositions pour créer un équivalent japonais au Conseil de sécurité nationale des États-Unis. Il s'agit tout du moins de former une entité aux prérogatives et aux moyens d'actions plus étendus que le Conseil de sécurité créé en 1986, capable de coordonner l'ensemble du système de sécurité qu'Abe, Koike et les partisans de la réforme jugent trop éclaté entre différents ministères et trop dépendant de la « bureaucratie ». Cet organe consultatif rend son rapport le 27 février 2007, sans faire de réelles propositions concrètes, et en ne mentionnant plus la possibilité de créer un service de renseignement auprès du Premier ministre, tel qu'envisagé à un moment. Il cite parmi les « menaces » dont ce Conseil de sécurité nationale aurait à traiter : « des enjeux régionaux telles que les armes nucléaires nord-coréennes, de nouvelles menaces internationales [qui] ont émergé tels que les vagues récurrentes de terrorisme, la diffusion des armes de destruction massive et l'aggravation de guerres régionales ». Ce projet prévoit que le Conseil serait présidé par le Premier ministre, comprendrait le secrétaire général du Cabinet, les ministres des Affaires étrangères et de la Défense (soit seulement trois membres du Cabinet, contre neuf dans le précédent Conseil de sécurité), le conseiller spécial à la sécurité nationale (qui deviendrait une fonction permanente pour gérer le secrétariat du Conseil) et éventuellement d'autres personnalités convoquées par le chef du gouvernement en fonction des affaires traitées, et qu'il se réunirait au moins deux fois par mois,. Un projet de loi pour la création d'un tel Conseil de sécurité nationale est approuvé par le Cabinet en avril 2007 et déposé à la Diète, mais est abandonné par le successeur de Shinzō Abe, Yasuo Fukuda, le 24 décembre 2007.

#### Ministre de la Défense

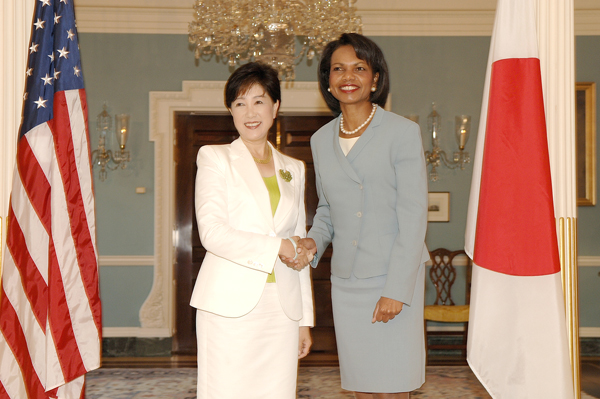
Yuriko Koike avec Condoleezza Rice en août 2007.

Le 4 juillet 2007, elle est nommée par Shinzō Abe ministre de la Défense, devenant la première femme à occuper ce poste au Japon, et la deuxième parmi les pays du G8 après la Française Michèle Alliot-Marie. Elle est également la deuxième personne à porter ce titre, un ministère à part entière de la Défense, aux pouvoirs étendus, n'ayant été créé que le 9 janvier 2007 pour remplacer l'ancienne Agence de la Défense. Elle est surtout chargée de préparer le renouvellement pour une nouvelle période de un ou deux ans de la loi des mesures spéciales contre le terrorisme, adoptée pour la première fois par le gouvernement Koizumi I le 2 novembre 2001, à la suite des attentats du 11 septembre 2001 aux États-Unis, et qui arrive normalement à échéance au 15 décembre 2007. Elle permet de manière temporaire le déploiement des Forces d'autodéfense (FAD) à l'étranger pour des missions de « soutien logistique » dans le cadre de la guerre contre le terrorisme, et s'est traduite concrètement par une campagne d'approvisionnement en carburant opérée par la Force maritime d'autodéfense dans l'Océan Indien pour les troupes engagées en Afghanistan. Or, le PLD et le Nouveau Kōmeitō ont perdu la majorité qu'ils détenaient à la Chambre des conseillers lors des élections du 29 juillet 2007, et le président du PDJ, nouvelle force dominante à la chambre haute, a indiqué qu'il souhaitait faire revenir les navires engagées dans cette mission. Koike critique alors activement cette décision du chef de l'opposition, estimant qu'un retrait des FAD endommagerait les relations avec les États-Unis et desservirait de ce fait les intérêts du Japon.
Elle doit surtout faire face à une levée de boucliers de la part des fonctionnaires de son ministère et d'autres membres du gouvernement pour avoir tenté de nommer au début du mois d'août 2007 un ancien directeur de l'Agence de la police nationale et alors chef de son secrétariat, Tetsuya Nishikawa, au poste de vice-ministre administratif de la Défense, en remplacement de Takemasa Moriya. Elle avait présenté ce choix comme le meilleur pour renforcer la sécurité des informations au sein du ministère, touché en début d'année par un scandale de divulgation par des officiers de Marine japonais de données confidentielles sur le système anti-missile Aegis développé par les États-Unis, poussant par la suite ces derniers à mettre en doute la capacité du Japon à garder un secret militaire. L'annonce de cette décision provoque une vive réaction de Takemasa Moriya, en place depuis quatre ans et surnommé l'« empereur du ministère de la Défense » pour son influence au sein de cette administration, qui estime ne pas avoir été informé dans les temps de son remplacement, des fonctionnaires de la Défense qui estiment que le vice-ministre administratif, chargé de coordonner leur travail, doit être issu de leur rang, mais surtout entraîne un bras de fer entre Koike et le secrétaire général du Cabinet Yasuhisa Shiozaki. Celui-ci rejette le plan du ministre de la Défense et lui reproche de ne pas avoir suivi la procédure habituelle pour la prise de décisions concernant les postes à responsabilité de la haute administration d'État, estimant que celles-ci doivent être décidées par une conférence réunissant le secrétaire général du Cabinet et ses délégués. Finalement, malgré la menace de Koike qu'elle démissionnerait si elle n'obtenait pas gain de cause, la position de Yasuhisa Shiozaki est retenue et le gouvernement choisit le 17 août 2007 un fonctionnaire du ministère, Kōhei Masua, jusque-là directeur du bureau du personnel et de la formation, pour devenir le nouveau vice-ministre administratif. Par conséquent, à l'approche d'un remaniement ministériel annoncé, Yuriko Koike déclare le 24 août 2007 vouloir « passer le bâton » et ainsi ne pas être reconduite à son poste, invoquant comme raison principale de son choix la volonté de prendre la responsabilité des divulgations portant sur le système Aegis (alors que les faits remontent à avant sa prise de fonction au ministère). Elle affirme ainsi : « Personne au ministère de la Défense n'a réellement pris [cette] responsabilité. Je veux le faire ». Elle dit également espérer que Shinzō Abe nomme pour la remplacer un ministre capable de « rajeunir » le ministère et de faire passer l'extension de la loi anti-terroriste.
Lors de sa première et dernière conférence de presse en tant que ministre de la Défense, le jour du remaniement du gouvernement Abe le 27 août 2007, elle présente son successeur, Masahiko Kōmura, un chef de faction qui a déjà été auparavant ministre des Affaires étrangères, ainsi : « Il est une personne très influente à l'intérieur de notre parti, et a la compétence d'assurer que le renouvellement de la loi contre le terrorisme soit menée à bien dans les temps ». Elle termine la conférence en anglais, par l'expression « I shall return ».

### Candidate à la présidence du PLD et opposante d'Asō
Elle se présente le 8 septembre 2008 pour l'élection à la présidence du PLD du 22 septembre suivant, se positionnant notamment sur un axe féministe : « Afin que le pays et sa société sortent de cette crise, je me présente en tant que femme. Le Japon n'est pas bloqué par une plaque de verre comme l'avait déclaré Hillary Clinton mais par une plaque de fer ! Je ne suis pas Madame Thatcher mais je suis certaine que ce qu'il faut au pays c'est une stratégie pour avancer avec conviction, des politiques claires et attiser la sympathie du peuple. » Elle affirme que la « réforme » est le mot-clé de son programme, se plaçant dans la continuité de l'action de Jun'ichirō Koizumi (qui la soutient). Elle estime que : « Ce que je souhaite faire, c'est changer ce monde, le système de la société japonaise. D'un autre côté, j'aimerais préserver la tradition, les liens familiaux et la solidarité en communauté, qui devrait être préservée ». Elle reprend d'autre part son ancien projet d'introduction d'une taxe carbone et propose de lutter contre les disparités régionales en promouvant l'agriculture. Outre Koizumi, elle obtient le soutien ferme de Hidenao Nakagawa, membre lui aussi du Seiwakai, ancien secrétaire général du parti sous Shinzō Abe de 2006 à 2007 et chef de file de la « Faction de la marée montante » (上げ潮派, Age shio ha), l'une des trois principales tendances rivales au sein du parti en matière de politique économique et budgétaire depuis 2007, qui considère que l'objectif que s'est fixé le gouvernement en 2006 d'arriver à un excédent en 2011 sera atteint par la seule croissance du PIB qui doit être encouragée par l'innovation, la lutte contre la déflation (et donc un certain interventionnisme monétaire) et la défense de l'investissement et de la consommation (d'où la volonté de retarder toute augmentation des impôts, mais aussi de continuer les réformes structurelles pour déréguler l'économie). Il s'agit de la ligne appliquée par Shinzō Abe à l'époque de son passage au pouvoir et défendue par Koike lors de la campagne. Cette aile réformatrice libérale s'oppose aux conservateurs fiscaux partisans du strict respect du plan de 2006 et de la rigueur du « Comité pour réaliser la pensée avec correction » (正しいことを考え実行する会, Tadashiikoto o kangae jikkōsuru kai) - ou Tadashii giren (正しい議連), aussi surnommé « Faction de l'importance d'une régénération financière » (財政再建重視派, Zaisei saiken jūshi ha) ou « Faction des faucons financiers » (財政タカ派, Zaisei-taka ha) - de Kaoru Yosano et aux keynésiens de la « Faction pour le report des objectifs d'excédents » (黒字化目標先送り派, Kurojika mokuhyō sakiokuri ha) de Tarō Asō, qui prône d'augmenter les dépenses et ainsi de retarder l'échéance de 2011 pour arriver à un excédent afin de pouvoir mener une politique économique de relance.
Le 22 septembre 2008, Koike, tout comme Kaoru Yosano, Nobuteru Ishihara et Shigeru Ishiba, est largement battue par Tarō Asō à l'élection du président du PLD. Bien que soutenue par son mentor, l'ancien Premier ministre Jun'ichirō Koizumi qui a gardé une forte influence au sein du parti et une grande popularité dans l'opinion publique, et par Hidenao Nakagawa, elle n'a pas été défendue par les principaux dignitaires du Seiwakai, dont le chef de faction Nobutaka Machimura et les deux autres anciens chefs de gouvernement Shinzō Abe ou Yoshirō Mori, qui ont tous trois pris parti pour Tarō Asō. Elle n'obtient que 46 voix de délégués contre 351 pour Asō, et ne peut donc devenir le 59e Premier ministre du Japon.
Par la suite, elle est la seule des quatre candidats vaincus à n'obtenir aucun portefeuille ministériel ni aucune fonction exécutive au sein du parti (Kaoru Yosano devient ministre à la Politique économique et fiscale et plus tard des Finances, Nobuteru Ishihara est secrétaire général délégué et Shigeru Ishiba est ministre de l'Agriculture). Elle est par la suite l'une des principales animatrices d'un front « anti-Asō » qui se constitue au sein de l'aile réformiste derrière Hidenao Nakagawa, aux côtés notamment de Yoshimi Watanabe, notamment par le biais d'une ligue parlementaire initialement créée en décembre 2008 par Nakagawa afin de promouvoir une réforme de la sécurité sociale et qui devient un creuset de l'opposition interne, certains envisageant une dissidence. Koike déclare à l'occasion de la création de cette ligue : « Si la structure du nouveau système de retraite change en tandem avec les rênes du gouvernements, le système ne survivra pas longtemps […]. L'année prochaine ou tôt ou tard, il pourrait y avoir l'apparition d'une succession de nouveaux partis. Mais je suis fatiguée de créer de nouveaux partis ». Elle fait partie des 135 parlementaires libéraux-démocrates ayant signé une pétition le 17 juillet 2009 - à quelques semaines d'élections législatives qui semblent devoir se traduire par une lourde défaite du PLD au profit du PDJ d'après tous les sondages - demandant que Tarō Asō soit destitué et qu'un successeur soit désigné avant le scrutin législatif. Finalement, après la rétractation de plusieurs défenseurs de cette « censure » interne et une réunion à huis clos avec ses principaux opposants, Tarō Asō se maintient en place et fait dissoudre la Chambre des représentants le 21 juillet suivant.
Lors des élections législatives du 30 août 2009, qui font perdre la majorité absolue au PLD, elle est défaite dans le 10e district de Tokyo, comme beaucoup d'« Assassins » de 2005, par une « Enfant d'Ozawa » (nom donné aux nouveaux candidats recrutés par Ichirō Ozawa, dont beaucoup de femmes, et pendant des « Enfants de Koizumi » des précédentes législatives), la démocrate Takako Ebata. Yuriko Koike gagne alors 96 739 voix et 43,3 % des suffrages exprimés, soit 8 773 votes et 3,9 points de moins qu'Ebata. Elle conserve toutefois son siège de députée grâce à la proportionnelle, son score relativement serré au vote majoritaire lui permettant d'être réélue en quatrième position sur la liste du PLD dans le bloc de Tokyo qui a totalisé 1 764 696 suffrages (25,47 %) et 5 sièges sur les 17 à pourvoir (contre 8 au PDJ).

### Figure de l'opposition
À la suite de cette défaite, elle quitte le Seiwakai le 3 septembre 2009 et abandonne ainsi à partir de cette date toute appartenance à une faction interne, estimant nécessaire de militer pour l'unité du parti. Elle devient l'un des cadres dirigeants de ce qui est devenu la première force d'opposition et l'un des principaux lieutenants du nouveau président, Sadakazu Tanigaki (dont elle a soutenu la candidature à la tête du parti). Celui-ci l'inclut d'ailleurs dans ce qu'il appelle la « prochaine génération » des présidents libéraux-démocrates, avec deux autres quinquagénaires ayant aussi accédé à la notoriété en tant que ministres de Koizumi et candidats à la présidence du PLD en septembre 2008, Shigeru Ishiba et Nobuteru Ishihara. D'abord directrice de la division des relations publiques du parti d'octobre 2009 à septembre 2011, elle devient, avec ces deux derniers, vice-présidente du Next Japan, le cabinet fantôme formé par Tanigaki du 6 avril au 22 septembre 2010, puis est nommée présidente du Conseil général (et donc numéro trois) du mouvement le 9 septembre 2010. Elle est la première femme à occuper un poste exécutif au sein de la direction du PLD. Elle le reste jusqu'au remaniement de la direction opéré par Sadakazu Tanigaki en septembre 2011. Le mois suivant, et jusqu'à septembre 2012, elle devient directrice (ou vice-présidente) de la commission du Budget à la Chambre des représentants.

### De nouveau aux côtés d'Abe
Lors de l'élection du président du PLD de 2012, après avoir apporté dans un premier temps son soutien à Shinzō Abe, Yuriko Koike décide finalement d'appuyer la candidature de son rival Shigeru Ishiba, développant ainsi des inimitiés avec certains proches de Shinzō Abe. Après le retour de Shinzō Abe à la présidence du PLD le 26 septembre 2012, Yuriko Koike devient néanmoins l'une des trois directeurs adjoints du bureau de la stratégie électorale, et participe donc activement à la campagne du parti pour les élections législatives du 16 décembre 2012 qui se traduisent par le retour au pouvoir du parti, qui obtient une nouvelle majorité absolue. Yuriko Koike elle-même regagne le 10e district de Tokyo avec pratiquement autant de voix qu'en 2005 (108 983 votes) et un pourcentage de suffrages exprimés assez élevé (53,7 %).
Une fois élu au poste de Premier ministre, cinq ans après en avoir démissionné, le 26 décembre 2012, Shinzō Abe remanie la direction du parti. Yuriko Koike y retrouve la responsabilité des relations publiques dans le cadre d'un bureau aux pouvoirs renforcés et renommé en « quartier général des relations publiques »

### Gouverneur de Tokyo

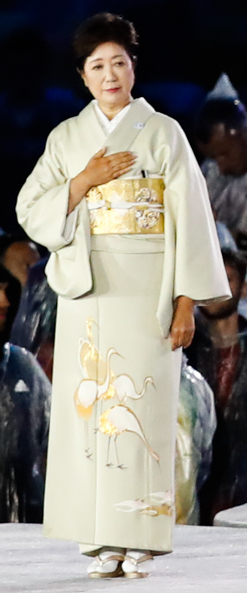
Yuriko Koike en habits traditionnels lors de la cérémonie de clôture des Jeux olympiques d'été de 2016 à Rio de Janeiro le 21 août 2016.

Après la démission du gouverneur de Tokyo, Yōichi Masuzoe, en juin 2016, Yuriko Koike se présente à sa succession et remporte l'élection le 31 juillet suivant, en obtenant 46,7 % des suffrages. Elle est la première femme à accéder à cette fonction. Elle s'est présentée sous l’étiquette « indépendante » face au candidat du PLD, et quitte alors ce parti.
L'une de ses premières décisions est, le 31 août 2016, de repousser le démarrage des opérations de déménagement du marché aux poissons de Tsukiji vers Toyosu pour des questions de sécurité, de coût, de manque de transparence financière et de carences dans l'information du public. Koike a montré ses réserves voire son opposition à ce projet, initié par Shintarō Ishihara en 2007 et voté en 2012 en étant fermement soutenu par le PLD mais critiqué par plusieurs professionnels et usagers du marché ainsi que par la plupart des associations écologistes ou des formations de gauche de la capitale, en raison de suspicions de pollution du nouveau site. Les entreprises de Tsukiji ont alors déjà dépensé plus de vingt milliards de yens en prévision de leur installation à Toyosu. Par la suite, les enquêtes sur le projet mettent en lumière des problèmes de pollution des sols et de modifications inexpliquées des plans de construction.
En décembre 2016, le Kōmeitō abandonne le PLD pour rejoindre le camp de Yuriko Koike au sein de l’Assemblée métropolitaine de Tokyo. Le 23 janvier 2017, Yuriko Koike crée son propre groupe politique, le Tomin first no kai (都民ファーストの会, Tomin fāst no kai, TFK, « Assemblée des citoyens de Tokyo d'abord »). Le 10 mars, le Kōmeitō annonce qu’il se rallierait avec le TFK lors des élections de l’Assemblée métropolitaine de Tokyo de juillet, tout en faisant toujours partie de la coalition du PLD à la Diète du Japon. Le scrutin est alors largement remporté par les partisans de Koike, menés par Chiharu Araki, sa secrétaire personnelle. Le Tomin first no kai arrivant largement en tête avec 1 884 029 voix et 33,68 % des suffrages pour 49 sièges sur 127 (et sur 50 candidats présentés par son parti, auxquels s'ajoutent six personnes élues comme indépendantes mais avec l'investiture du Tomin et qui rejoignent son groupe), loin devant le PLD (623 928 votes et 11,15 points de moins pour 23 élus, soit une lourde défaite pour ce mouvement qui disposait de 60 sièges dans l'assemblée sortante). Sa majorité est complétée par les bons résultats du centriste Kōmeitō (734 697 voix, 13,13 % et 23 élus) et par l'unique élue du Tokyo Seikatsusha Network, un petit mouvement localiste de centre-gauche lié à la fédération de coopératives de consommation du Seikatsu Club. De plus, les principaux partis de l'opposition nationale au gouvernement de Shinzō Abe, le Parti démocrate progressiste (PDP, qui a subi lui-aussi une défaite lors de l'élection métropolitaine, avec seulement 5 sièges remportés) et le Parti communiste japonais (PCJ, 19 élus) décident d'adopter une position neutre vis-à-vis de Koike, pouvant envisager de coopérer avec elle à l'avenir,.
Son premier mandat est notamment marqué par les controverses entourant le transfert du marché aux poissons de Tsukiji vers le quartier de Toyosu. Après avoir bloqué ce projet, Yuriko Koike l'avait soutenu, sur fond de soupçons de manipulation des données sur la présence de produits dangereux dans les sols de Toyosu.
Le 5 juillet 2020, elle est réélue gouverneur de Tokyo avec 59,7 % des voix, contre une vingtaine d'autres candidats. Sa gestion jugée efficace de la pandémie de Covid-19 lui a permis de faire oublier ses promesses prises lors de la campagne de 2016 (réduire le nombre d’enfants sur les listes d’attente pour les crèches ou lutter contre l’excès de travail et les transports surchargés aux heures de pointe) qui n’ont pas été tenues. Elle est réélue à nouveau en 2024.

## Carrière professionnelle

### Conseil d'administration de Renault
En avril 2013, Yuriko Koike est élue au conseil d'administration de Renault sur proposition de la société Nissan dans le cadre de l'Alliance Renault/Nissan. Elle quitte cette fonction en juillet 2016, après son élection comme gouverneure, et est remplacée par Yu Serizawa.

### Carrière de dirigeante sportive
En 2013, Yuriko Koike est élue présidente de la fédération japonaise d'haltérophilie. Afin de se consacrer entièrement à sa tâche de gouverneur, et d'éviter les conflits d'intérêts, elle renonce à ce poste en 2016 et est remplacée par Yoshiyuki Miyake.

## Positions politiques

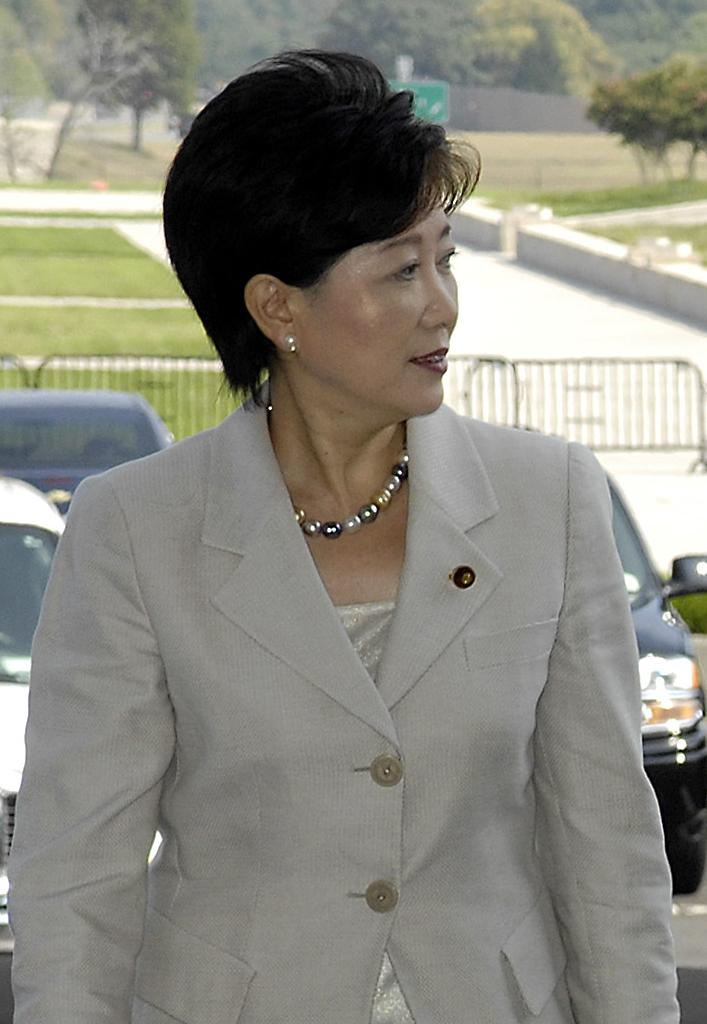
Yuriko Koike, alors ministre de la Défense, en visite officielle au Pentagone le 8 août 2007.

Yuriko Koike a participé au Forum économique mondial, et est considérée comme l'une des candidates les plus plausibles pour être la première femme à diriger un gouvernement au Japon. Pro-américaine, elle participe depuis de nombreuses années au programme d'échange législatif entre le Japon et les États-Unis, organisé sous l'égide de la George Washington University, et dont le responsable est le professeur Henry Nau. Bonne connaisseuse de l'utilisation des médias pour la communication médiatique, elle a dirigé les services de relation publique ou servi de porte-parole de quatre partis politiques.
Yuriko Koike est partisane du libéralisme économique, défend des projets de réformes administratives et budgétaires, et milite pour une amélioration du statut des femmes dans le monde du travail au Japon. Sa devise est : « Défi, changements, créativité et communication ». Elle soutient la hausse de la taxe sur la consommation et s'inquiète de la dette élevée du Japon. Elle appelle ainsi à régler ces problèmes en dépassant les luttes partisanes. Elle a été une des cinq secrétaires généraux adjoints du Forum du Japon sur les relations internationales, le principal think tank conservateur japonais en matière de politique étrangère, créé en 1987 sur le modèle du Council on Foreign Relations américain par l'ancien ministre des Affaires étrangères Saburō Ōkita et dont l'un des dirigeants a été Tarō Asō.
Vis-à-vis du PDJ, Yuriko Koike pense que les Japonais ont plébiscité ce parti lors des élections de 2009 par lassitude vis-à-vis des scandales politico-financiers qui secouaient alors la vie politique japonaise. Mais pour elle, le PDJ a clairement montré son incapacité à régler ces problèmes. Elle remet également en question les promesses électorales contradictoires du PDJ. Elle est toutefois proche de certaines personnalités du PDJ, notamment de sa jeune garde qui en constitue l'aile droite, tout particulièrement de Seiji Maehara.
Militante écologiste, Yuriko Koike appelle à défendre la protection de l'environnement. Ainsi en 2005, elle a proposé la mise en place d'une taxe carbone pour que le Japon puisse atteindre les objectifs du protocole de Kyoto. Mais son idée n'a pas encore été réalisée. Elle défend que le développement économique ne doit pas se faire au détriment de l'environnement.
Vice-secrétaire générale au comité Nippon Kaigi des membres de la Diète, Yuriko Koike défend les missions de ce lobby ouvertement révisionniste qui nie l'existence de crimes de guerre japonais, milite pour le retour au militarisme, à la monarchie, et au Shintoïsme d'État, exige la révision des manuels scolaires d'histoire japonaise, et soutient les visites au sanctuaire Yasukuni. Yuriko Koike fait d'ailleurs également partie des députés qui soutiennent l’Atarashii Rekishi Kyōkasho o Tsukuru Kai (新しい歴史教科書をつくる会) pour ce qui est du révisionnisme des manuels scolaires, et elle va même régulièrement célébrer le culte des Japonais morts à la guerre, le 15 août de chaque année, à Yasukuni tout en militant pour la visite de l'empereur dans ce sanctuaire qu'il ne visite plus depuis qu'il a appris que des criminels de guerre y étaient honorés. Par contre, Yuriko Koike a été critiquée par la Société Japon-Corée pour avoir mis fin à la tradition de la participation du gouverneur de Tokyo à une cérémonie annuelle le 1er septembre en hommage aux victimes des pogroms anti-coréens qui ont suivi le grand séisme de Tokyo en 1923.
Sa politique étrangère et de défense est favorable à un renforcement des moyens et de la place du Japon sur la scène internationale, dans le cadre de l'alliance avec les États-Unis. Yuriko Koike défend notamment, comme Shinzō Abe, depuis l'époque de Jun'ichirō Koizumi de réviser l'article 9 de la Constitution du Japon pour permettre au gouvernement japonais d'exercer le droit d'utiliser les FAD en cas d'attaque du Japon ou d'un de ses alliés dans le cadre d'une « auto-défense collective ». Elle soutient la politique anti-terroriste des États-Unis et veut que le Japon rejoigne le Conseil de sécurité des Nations unies de façon permanente. Elle veut aussi renforcer la présence japonaise sur la scène internationale et milite pour que la Russie rende au Japon les quatre îles Kouriles méridionales. Sur le plan diplomatique, elle insiste également sur le fait qu'il est nécessaire au Japon de trouver de nouveaux alliés stratégiques parmi les autres pays de la région ayant des relations fortes avec les États-Unis, tels que l'Inde, la Corée du Sud ou l'Australie, mais aussi au sein des États d'Asie du Sud-Est comme le Viêt Nam ou l'Indonésie et des États de la péninsule Arabique, afin de contrebalancer le poids grandissant de la république populaire de Chine.
En ce qui concerne la Corée du Nord, Yuriko Koike est défavorable à tout contact diplomatique et défend la mise en place de sanctions tant que les prisonniers japonais enlevés par le régime de Kim Jong-Il dans les années 1970 et 1980 ne seront pas tous rapatriés ou clairement identifiés comme décédés. Elle a été, du 25 avril 2002 au 22 septembre 2003, la vice-présidente de la Ligue parlementaire pour secourir rapidement les japonais enlevés par la Corée du Nord. Elle soutient également la politique du président sud-coréen Lee Myung-bak, notamment son projet de taxe d'unification. Koike pense d'ailleurs que le régime de Kim Jong-Il ne tiendra plus très longtemps après son décès et que la réunification de la péninsule coréenne est proche. Elle pense aussi que la Birmanie doit faire l'objet d'une attention importante de la part des grandes puissances, notamment depuis que le régime de Than Shwe est suspecté de vouloir obtenir l'arme nucléaire. Elle est également persuadée que l'Iran et la Corée du Nord entretiennent d'étroites relations (elle parle de 200 Nord-Coréens présents en Iran pour faire des missions secrètes pour le compte de Jong-Il).
Concernant la Chine, Yuriko Koike pense qu'il ne peut y avoir de deuxième guerre froide, tout simplement car la Chine n'est pas comme l'URSS l'était en son temps, coupée du reste du monde. Bien au contraire, pour Yuriko Koike, la Chine ne peut supporter une Guerre froide car les échanges commerciaux avec l'Occident et l'Asie sont trop importants et surtout durables. Elle pense par ailleurs que les agressions de la Chine sont plutôt « psychologiques » mais non armées (elle souligne le fait que l'utilisation de l'armée chinoise a été très rare et surtout coûteuse). Elle pense également que la diplomatie chinoise changera rapidement pour pouvoir finalement se rapprocher des autres pays asiatiques, qui sont tous pour le moment (sauf la Corée du Nord) très méfiants à l'égard de la Chine. Elle juge également inacceptable de devoir céder aux revendications territoriales de la Chine, notamment en ce qui concerne les îles Senkaku.

## Distinctions et honneurs

### Décoration du Comité international olympique
- Ordre olympique échelon or (Comité international olympique), le 9 août 2021, décorée avec Seiko Hashimoto et Toshiro Muto[46]